# Thomas Ahlström
Thomas Ahlström (1952. július 17. –) svéd válogatott labdarúgó.

## Pályafutása

### A válogatottban
1973 és 1982 között 11 alkalommal szerepelt a svéd válogatottban és 2 gólt szerzett. Részt vett az 1974-es világbajnokságon.

## Sikerei, díjai
Olimbiakósz
- Görög bajnok (3): 1979–80, 1980–81, 1981–82
- Görög kupa (1): 1980–81
- Görög szuperkupa (1): 1980

Egyéni
- A svéd bajnokság gólkirálya (1): 1983 (16 gól)